# Hansi Müller
Hans-Peter "Hansi" Müller (født 27. juli 1957 i Stuttgart, Vesttyskland) er en tidligere tysk fodboldspiller, der som midtbanespiller på Vesttysklands landshold var med til at blive europamester ved EM i 1980, samt nr. 2 ved VM i 1982. På klubplan spillede han for først VfB Stuttgart og siden italienske Inter, Como og Swarovski Tirol.

## Titler
EM
- 1980 med Vesttyskland